# La Vila de Perdiguers
La Vila de Perdiguers és una masia situada al municipi de Castellar de la Ribera, a la comarca catalana del Solsonès. A uns metres d'aquesta, hi ha el Santuari de Savila.